# نيخيل فوجال
نيخيل فوجال هو متعهد ومهندس ومخترع وأحد مؤسسي وعضو مجلس الإدارة في شركة جون الأمريكية القاطنة في ولاية سان فرانسيسكو الصانعة لأفران جون الذكية، وكان سابقًا يعمل مهندسًا في شركة أبل وشركة باث وشارك في تصميم نظام الكاميرا المُستخدمة في الأجيال الخمسة الأولي من تليفون آي فون.
ويُصنف نيخيل كمخترع في برمجيات شركة أبل وله العديد من المخترعات بما فيها بعض التقنيات المختصة في تركيز الكاميرا والتقاط الصور وأنظمة قفل الشاشة والتصوير البانورامي في إصدارات آي فون و أجهزة الآي باد.